# Kasteel Hoensbroek

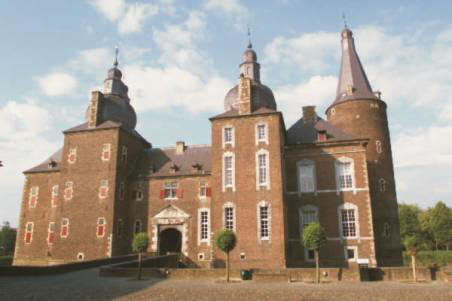

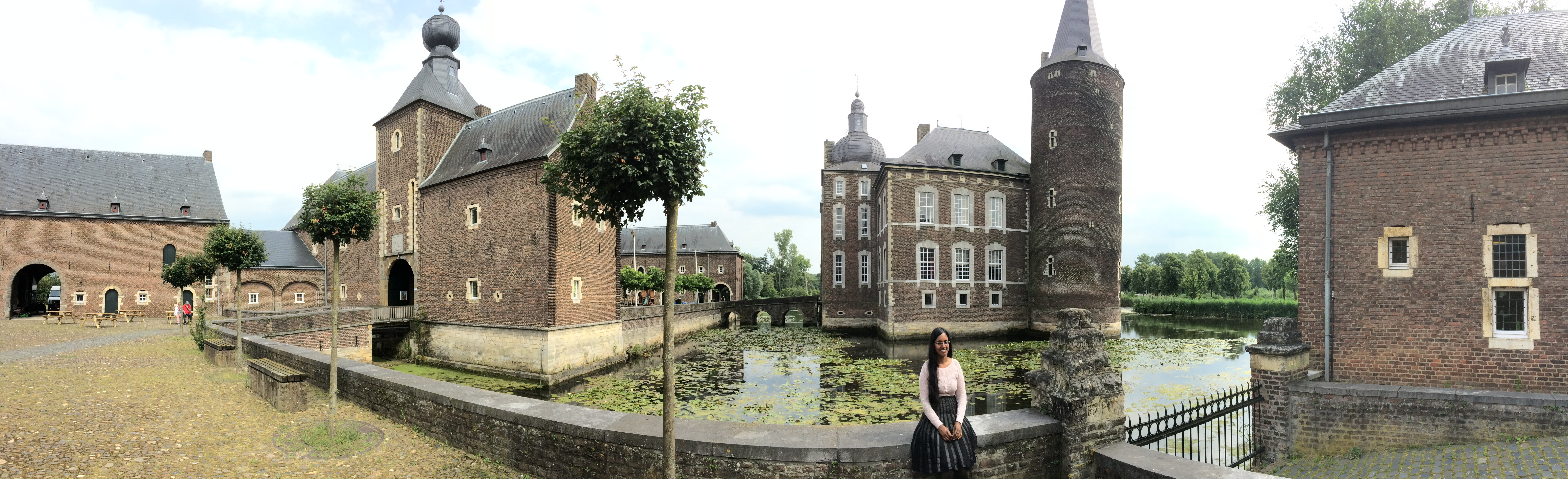
Panorama

Kasteel Hoensbroek ou Gebrookhoes (Kasteel Gebrook) é um castelo situado em Hoensbroek na província de Limburgo. Com sessenta e sete salões, quartos e acomodações, é um maiores castelos dos Países Baixos.

## História
O castelo foi construído em 1250 como uma habitação fortificada.
Em 1388 a duquesa Joana de Brabante cedeu a senhoria Gebrook, Gebroek, Ingenbrouck, cujo território foi separado de Heerlen, à Herman Hoen como recompensa pela sua ajuda nos conflitos contra Jülich e Gueldres. Herman, primeiro Senhor de Hoensbroek e membro da família Hoen van Hoensbroeck deu seu nome ao castelo (Herhoensbroeck) e também ao antigo município Hoensbroek.
A família Van Hoensbroeck deixou o castelo no final do século XVIII e desde então o castelo entrou em declínio.
Em 1927, o conde Frans Lothar vendeu o castelo à fundação 'Ave Rex Christe'. Entre 1930 e 1940 o castelo foi restaurado, sendo novamente reutaurado de 1986 a 1989.